# Zeranol

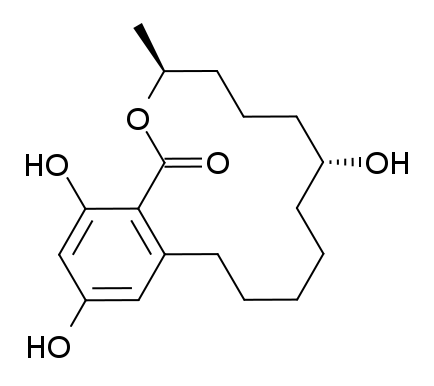
Figura 1. Estructura química del zeranol

El zeranol es un tipo de micoestrógeno sintético, similar al micoestrógeno natural zearalenona, producido por hongos de la familia Fusarium. Se trata de un estrógeno no esteroideo y de estructura de lactona resorcíclica con actividad anabólica (promueve las reacciones metabólicas para la síntesis de compuestos químicos complejos como son las proteínas). 
El zeranol es un producto estrictamente para uso animal, que no ha sido aprobado para uso humano. Puede encontrarse como ingrediente activo en numerosos productos destinados a la salud animal, aprobado su uso como promotor del crecimiento en el ganado bajo el nombre comercial de Ralgro® en los Estados Unidos.

## Mecanismo de acción
En lo referente al mecanismo de acción del que derivan sus aplicaciones, el zeranol actúa a diferentes niveles:
- Ocupa y bloquea los receptores glucocorticoideos que normalmente son ocupados por glucocorticoides, sustancias endógenas en los seres vivos con actividad catabólica (de degradación de componentes celulares). De esta forma, el zeranol inhibe el catabolismo e induce el anabolismo.
- Induce un aumento del tamaño de las glándulas tiroideas y de las células secretoras de ACTH (hormona adrenocorticotropa). Ambas hormonas desencadenan un aumento de la síntesis proteica y de la masa ósea, ya que favorecen la captación de aminoácidos por el músculo y un balance de nitrógeno positivo.
- Actúa en receptores de testosterona localizados en el hipotálamo provocando una depleción en los niveles de LH (hormona luteinizante) y por lo tanto una reducción del tamaño de los testículos. Esto hace que se afecte la actividad reproductiva.
- Se une a receptores citosólicos y nucleares estrogénicos en órganos sensibles a ellos como útero y mamas. Esto desencadena cierta actividad estrogénica. En concreto, se ha visto que es capaz de aumentar el peso uterino y la síntesis proteica a este nivel y que estimula el desarrollo de las glándulas mamarias con una potencia similar al estradiol (hormona estrogénica natural).

## Efectos sobre la salud animal
Estudios experimentales han demostrado que la exposición repetida al zeranol produce:
- Aumento de peso corporal total, lo que constituye su principal aplicación. Como se puede predecir por su mecanismo de acción estrogénico, los cambios son más notorios en aquellos tejidos más sensibles a estrógenos.[4]
- Aumento de peso hepático. Se ha comprobado que puede inducir daño hepático e incluso cáncer de este órgano en el hámster armenio, especie susceptible a este tipo de reacciones.
- Cambios en los órganos reproductores y en su función. El zeranol produce alteraciones estrogénicas que pueden desencadenar ciertos efectos adversos. Así, hay estudios han demostrado que se puede ver disminuida la fertilidad tanto en machos como en hembras y que la exposición en hembras gestantes dio lugar a una reducción de la viabilidad en el feto. Sin embargo, no se han observado defectos congénitos en las crías de estas hembras.[4]

## Uso animal
Por norma general, el zeranol se ha utilizado como anabolizante o promotor del crecimiento en la industria cárnica en Estados Unidos durante los últimos 30 años ya que consigue un aumento de la masa muscular en los bovinos (de cualquier edad, raza o sexo), con aumentos de peso del 10 al 20%.
Sin embargo, desde 1981 está prohibido en la Unión Europea por su potencial riesgo carcinogénico para los humanos, e incluso desde 1989 está prohibida la importación de alimentos de procedencia bovina desde aquellos países que siguieran utilizando zeranol. Esto ha creado una enorme controversia en cuanto a la conveniencia de su uso y a la posibilidad de que existan residuos que afecten a la salud humana.
El zeranol se administra en forma de inyectables o como implante hormonal subcutáneo en la oreja del animal. Estos implantes no se pueden realizar a menos de 40 días del sacrificio del animal. Los pellet individuales se pueden encontrar de 12, 18, o 20 miligramos de zeranol.
- En el ganado bovino el implante de zeranol debe consistir de 3 pellets]de 12 miligramos cada uno.
- En corderos, se administrará un implante consistente en un pellet de 12 miligramos de zeranol.
- En novillos se utilizará un implante de zeranol de 72 miligramos (6 pellets de 12 miligramos cada uno).

## Ingesta diaria admisible(IDA) yLímites máximos de residuos(LMR)
El zeranol tiene un valor de IDA de 0-0,5μg/kg de peso, calculado a partir del NOAEL (nivel sin efecto adverso observable) en monos ovariectomizados y con un factor de seguridad de 100.
Para una persona de 70kg que consume 500g de carne diarios, el LMR recomendado de zeranol sería de 70μg/kg de tejido comestible. Sin embargo, el Comité de la [[FDA]] matizó que la carne de animales que hubieran sido tratados siguiendo unas Buenas Prácticas de Uso de Medicamentos Veterinarios, tendría unos niveles por debajo de dicho límite. Finalmente, se estableció un LMR de 10μg/kg para el hígado bovino y 2μg/kg para el músculo bovino.

## Uso humano del zeranol
El zeranol no ha sido aprobado para uso humano por dos principales motivos. 
- In vitro, estimula el crecimiento y la replicación de las células tumorales de mama que son sensibles al estrógeno, a una velocidad similar a la que se induciría por la hormona natural estradiol o el carcinógeno diestilestilbestrol (DES).[2]

- Numerosos estudios han afirmado que el zeranol por vía intravenosa estimula la proliferación de las células de la mama, tanto sanas como cancerígenas. También, que induce una reducción del gen supresor del cáncer de mama dependiente de estrógenos, además de contribuir en la transformación de células epiteliales normales de mama en células epiteliales neoplásicas.[1]

En definitiva, otros estudios han demostrado que la actividad del zeranol es comparable a la del estradiol en su habilidad para transformar células normales de mama en células cancerígenas. In vitro, se ha demostrado que el suero de terneros tratados con zeranol puede estimular la proliferación de células normales de mama (epiteliales) y su posterior transformación a células tumorales.
En 1999, el SCVPH (Scientific Committe on Veterinary Measures Relatting to Public Health) publicó un informe en el que se hablaba sobre la carcinogénesis del zeranol. En él se concluyó que "teniendo en cuenta la falta de datos sobre mutagenicidad y genotoxicidad y las pruebas claras de una inducción de adenomas y carcinomas hepáticos en una especie animal, no es posible hacer una evaluación de la posible carcinogénesis del zeranol". Es decir, las pruebas científicas en las que se basa este Comité no podían apoyar los efectos cancerígenos del zeranol y que estos podrían estar relacionados con otros mecanismos distintos de su actividad hormonal.